# 125P/Spacewatch
O 125P/Spacewatch é um cometa periódico da família Júpiter. Ele tem um diâmetro de 1,6 km.

## Descoberta e nomeação
O cometa foi descoberto no dia 8 de setembro de 1991, pelo astrônomo Tom Gehrels usando o telescópio de 0,91 m do Spacewatch no Observatório Nacional de Kitt Peak. Este cometa recebeu o nome do projeto do qual foi feito a sua descoberta.

## Características orbitais
A órbita de 125P/Spacewatch tem uma excentricidade de 0,5123385 e possui um semieixo maior de 3,12812162 UA. O seu periélio leva o mesmo a uma distância de 1,52546421 UA em relação ao Sol e seu afélio a 4,730779 UA.